# La Houblonnière
La Houblonnière (la u.blɔ.njɛʁⓘ) es una población y comuna francesa, situada en la región de Baja Normandía, departamento de Calvados, en el distrito de Lisieux y cantón de Lisieux-3.

## Demografía
| 184 | 141 | 144 | 155 | 211 | 234 |
| Para los censos de 1962 a 1999 la población legal corresponde a la población sin duplicidades (Fuente: INSEE [Consultar]) |     |     |     |     |     |